# Les Treize Marches
Les Treize Marches (13 Steps) est un roman policier de l’écrivain américain Whitman Chambers publié en 1935 aux États-Unis, au prix de 2,00 dollars, aux éditions Doubleday, Doran & Company Inc. Le livre paraît en France en 1951 dans la Série noire : c'est l'un des deux romans de cet auteur édités dans cette collection. La traduction est signée François Gromaire et J. G. Marquet. Comme dans beaucoup de ses romans policiers, Chambers situe l'action dans la région de la Baie de San Francisco, en Californie.
Le titre évoque les marches qui mènent le condamné à mort à la plate-forme du gibet, où se situe la trappe qui le précipitera dans le vide pour l'exécution.

## Résumé
Le narrateur, Al Herrick, journaliste au Register de San Francisco, assiste, à la prison de Saint-Quentin, à la pendaison d'un condamné à mort pour meurtre. À mesure que le condamné gravit les treize marches, le narrateur revoit « comme en un film rapide toute la succession d'événements insensés, qui, par des voies détournées, nous avaient conduits à ceci. »
Tout commence à la Saint-Sylvestre, à Oakland : Al Herrick apprend qu'il est licencié à la suite d'une fusion de deux titres de presse, et que c'est le fils du propriétaire des journaux qui va prendre sa place. Dans la salle des journalistes, à l'Hôtel de ville d'Oakland, on fête malgré tout le réveillon, bien arrosé. Al Herrick fait la connaissance de Charlie Pock, le "fils à papa" qui va le remplacer ; celui-ci lui trouve aussitôt une autre place, au Register, mal payée mais une bouée de sauvetage tout de même. Al Herrick, coincé entre Agnès, son épouse acariâtre, et Fay Engstrom, une maîtresse avec laquelle il veut rompre, rencontre Diane Polk, épouse de Charlie : celle-ci lui affirme aussitôt qu'il s'agit, entre Al et elle, d'un coup de foudre mutuel, bien que le narrateur repousse cette idée au nom de sa tranquillité.
De retour à la maison, une dispute éclate entre Al et Agnès : le journaliste, très alcoolisé, avoue à son épouse sa liaison avec Fay... et se réveille à l'hôpital, avec huit points de suture sur le crâne. Il serait tombé sur la table basse, au moment où le couple Pock sonnait à la porte. L'interne qui a recousu Al ne croit pas à cette version : Agnès a vraisemblablement frappé Al à trois reprises avec un chandelier et c'est l'irruption du couple Pock qui lui a sauvé la vie.
Le lendemain, Al, pour sa première journée de travail, est confronté à un meurtre : une femme a été tuée de nombreux coups violents sur le crâne. Al se trouve aussi face à un photographe, Joe Valente, homme à succès auprès des dames, qui a entrepris de séduire Diane Pock. Quoique peu solide après ses aventures récentes, Al assomme le bellâtre et s'en fait un ennemi. C'est que le narrateur a commencé, malgré ses dénégations initiales, une liaison avec Diane. Deux semaines plus tard, une seconde femme est assassinée dans les mêmes conditions que la précédente. Au cours de cette mission, Al a un immense trou : bien que ses collègues lui racontent ce qu'il a fait avec eux sur cette enquête , il ne s'en souvient pas. La commotion cérébrale et l'alcool font mauvais ménage.
Après dix jours passés sans boire, Al replonge et se réveille, à 23 heures, devant chez lui, dans sa voiture, incapable de se rappeler ce qui s'est passé les deux heures précédentes. Et dans leur maison, dont la porte est entrouverte, il trouve Agnès, le crâne défoncé avec le chandelier. Al essaie maladroitement de se constituer un alibi, mais un policier l'a identifié dans sa voiture, alors qu'il était inconscient. Malgré la solidarité de ses confrères, en particulier de Doug, le mari de Fay, l'instruction va envoyer Al aux assises, lorsqu'un élément matériel, identifié in extremis, fait porter l'inculpation sur Charlie Pock, qui proclame pourtant son innocence.
C'est au dernier moment qu'un nouveau coup de théâtre sauve Charlie de la potence et identifie le véritable coupable.

## Personnages principaux
- Al Harrick, journaliste à Oakland, le narrateur, bon professionnel, buveur, bagarreur, mais qui « a l'âme tendre et le cœur faible[4] ». « Quant à moi, je me laisse toujours aller à mes émotions et mes sentiments. Je perds la tête trop facilement. »[5]
- Agnès Harrick, son épouse. « Pourquoi travaillerais-je, puisque j'ai un mari qui peut m'entretenir ? »[6]
- Charlie Pock, fils de Benjamin-Jenkins Pock, magnat de la presse et multimillionnaire, mais mis sous surveillance par son père pour des accès de violence.
- Diane Pock, son épouse. « À ce moment précis, il me sembla, avec ma sentimentalité d'ivrogne, que je la connaissais depuis très longtemps, que je la connaissais très bien. [...] Chacun de mes nerfs me hurlait : Attention! cette femme-là, c'est de la dynamite![7] »
- Watt Bellingham, journaliste au Record, féru de psycho-pathologie, grand pourvoyeur et consommateur d'alcool lors des longues séances de garde dans la salle des journalistes de l'Hôtel de ville d'Oakland.
- Howie Rush, jeune journaliste à l’Observer, remarquable par sa sobriété.
- Doug Engstrom, journaliste au Times, « un lourdaud à la voix traînante, aux mouvements engourdis, à l'esprit lent. C'était un bûcheur, bien fait pour ce boulot routinier de sédentaire. »[8] Fou d'amour pour sa compagne Fay, au point de demander à Al Harrick de la consoler lorsqu'elle déprime.
- Fay Engstrom, « une petite bonne femme preste et vive comme un oiseau. [...] Quelques années plus tôt, c'était une petite jeune fille ravissante. Maintenant, à vingt-huit ans, elle commençait à prendre quelque chose d'usé et de tendu. »[9] Il est vrai qu'elle boit beaucoup d'alcool...
- Helen Haines, journaliste au Courier, qui a jeté son dévolu sur Charlie Pock. « Elle avait trente ans, mais on lui en donnait vingt-cinq. C'était une fille rapace, sans scrupules et parfaitement égoïste. [...] Mais elle était si belle et elle savait si bien jouer la comédie, que personne ne perçait son jeu, sauf ceux qui la connaissaient de longue date. »[10]
- Joe Valente, photographe au Times. « C'était un self-made... gentleman. Habillé comme une vedette, il étalait une politesse de ci-devant grand-duc à la poursuite d'une riche héritière et il avait une âme de gangster. »[11]
- Johnny Purcell, journaliste à l’Observer.
- Pep Coombs, journaliste au Courier.
- Lee Nellinger, interne à l'hôpital.
- Capitaine de police Meek (appelé ensuite commissaire Meek) : il mène les enquêtes sur les meurtres de femmes, dont celui d'Agnès Harrick.
- Jim Flaherty, officier de police.
- Tony Martinelli, inspecteur de police.
- Ed Hanrahan, agent de police.
- Jay Rankins, avocat.
- L'avocat général Earl Quinn.
- Le coroner Harry Vaughn.

## Structure du roman
Le roman est composé en 15 chapitres. Le premier, Le décor, installe le narrateur devant la potence jusqu'à l'arrivée du condamné. Les treize chapitres suivants sont intitulés Première marche, Deuxième marche, etc.  Ils contiennent le retour en arrière et portent tous en tête quelques lignes en italique décrivant l'ascension marche à marche du condamné, dont il est clair qu'il est innocent, alors que le narrateur, lui, se sent coupable : « Tu sais, Johnny, il y a des moments où j'ai l'impression que ce devrait être moi. » Ce n'est qu'à la Treizième marche que l'on apprend l'identité de ce condamné, ce qui a entretenu un suspense sur plus de 200 pages. Le dernier chapitre, Epilogue, contient le rebondissement final, qui interrompt in extremis l'exécution du condamné, péripétie dont le narrateur n'est pas témoin car il s'est, une fois de plus, évanoui... Claude Mesplède, dans Les Années Série Noire, salue cette « construction très originale ».

## La peinture d'un milieu
Claude Mesplède souligne aussi un «  milieu qui sert de toile de fond ». C'est celui du journalisme dans cette (relativement) petite ville d'Oakland : une bonne partie du récit a pour décor la salle des journalistes de l'Hôtel de ville, où pendant leur permanence de douze heures, les tourneurs des divers journaux passent certes beaucoup de temps à boire (selon les clichés du roman policier américain de l'époque) et à jouer aux cartes, mais font surtout preuve d'une grande solidarité, se passant les informations et même les papiers rédigés lorsqu'un confrère a manqué quelque chose à l'étage au-dessus (celui de la police). 

## Le problème de la peine de mort
Une partie importante de la tension dramatique tient au fait que le lecteur sait dès le départ que l'on suit l'exécution d'un innocent (dont on ne connaît l'identité qu'à l’avant-dernier chapitre). Mais cette tension est renforcée, dès le premier chapitre par la description technique du fonctionnement de la potence, qui provoque la nausée du narrateur. Explication reprise et amplifiée, à la Troisième marche, par Joe Valente, qui évoque très précisément l'agonie médicalement contrôlée du condamné et les possibles incidents aggravants. Le roman n'apparaît donc pas favorable à la peine de mort, et d'ailleurs, la dernière page nous annonce que le véritable meurtrier y échappera vraisemblablement.

## Édition
- Gallimard, coll. « Série noire » no 77, 1951  (ISBN 2070470776) ;
- Gallimard, coll. « Carré noir » no 198 (1975)  (ISBN 2070431983).